# Château de Borgharen
Le château de Borgharen est à l'origine un château médiéval situé sur la Meuse dans le village de Borgharen au nord de la municipalité de Maastricht. Le château, la ferme du château, la ferme à bail et les jardins, comprenant diverses portes, clôtures, structures de quai et de ponts, forment un ensemble inscrits aux monuments nationaux. Le château fait partie du Buitengoed Geul & Maas.

## Appellation
Le nom du château est lié au nom de famille Van Haren, les bâtisseurs du précédent château actuel. Autrefois, le château était également connu sous le nom d' Ophaeren (voir : Neerharen). Le village de Borgharen (ou burcht Haren en néerl. donnant "château Haren") porte le nom du château.

## Histoire
La famille Van Haren était très appréciée dans la région de Maastricht. En 1202, le château est mentionné dans un registre du monastère de Saint-Gerlach (nl) à Houthem. Le registre concernait Henri de Wassenberg († 1214) (fils de Henri III de Limbourg) et ses fils Goswinus van Haesdal et Adam van Haeren. Cet Adam van Haeren (vers 1174-1244) était seigneur de Borgharen, vogt (ou gardien-protecteur) de Maastricht (mentionné en 1231) et vogt de la prévôté de Meerssen. La charge acquise sur Maastricht (à partir probablement de 1194) s'explique par le fait qu'il était marié à la fille de l'ancien tuteur de Maastricht, Gérard II de Looz (1175-1194) (!?!). En 1271, Ogier Ier van Haren est nommé comme vogt de Maastricht. Il n'est pas clair s'il existe un lien avec la famille Van Haren des maires d'Aix-la-Chapelle (XVe siècle-XVIe siècle).

## Possession à partir duXIVesiècle
Après que les habitants de Maastricht se sont plaints aux évêques de Liège du péage sur la Meuse, Adolphe de La Marck est intervenu. En 1318, il a envoyé son ost en expédition punitive à Borgharen pour mettre fin aux péages et au vol présumé des marchands. Le château a été détruit et incendié. Selon une tradition, l'un des serviteurs a réussi à s'échapper en convainquant les assiégeants qu'il avait reçu l'ordre du prince-évêque de retirer le matelas du religieux du château. Au XIVe siècle, l'indépendance des terres de Valkenburg prend également fin et les ducs de Brabant deviennent les nouveaux seigneurs de Borgharen. Ceux-ci ont prêté le château et les terres attenantes à la famille Van Haeren après que celle-ci fut à nouveau acceptée en grâce.
Le nom des chevaliers van Haeren est resté associé à Borgharen jusqu'à ce qu'une héritière épouse Arnold van Hamal van Elderen, qui a été enterré en 1456 à l'église Saint-Étienne de 's Herenelderen. Cet Arnold était ami avec le duc de Brabant et son titre de chevalier a été élevée à celui de seigneur. En 1483, le château fut de nouveau détruit.
Par héritage, le château est entré en possession du noble réformé Herman Scheiffart van Merode au XVIe siècle (voir la maison de Merode). De nouveaux résidents sont également arrivés au XVIIe siècle. Le premier fut Philibert d'Isendoorn à Blois, qui acheta le château en 1647 au militaire Albert van Merode. Philibert est mort en 1667 et est enterré avec un certain nombre d'autres parents dans la crypte du château de Borgharen. Sur le pont menant au château, une pierre a été placée avec les armoiries de l'alliance des familles D'Isendoorn à Blois (nl) et De Agris. Parce que les résidents du château étaient protestants jusqu'en 1680, les résidents catholiques ne pouvaient plus utiliser l'église paroissiale. Le simultaneum n'a été introduit qu'en 1680, comme partout ailleurs sur les terres des Valkenburg.
Les résidents suivants étaient membres de la famille Van der Heyden de Blisia (1680-1732), la famille de Rosen (jusqu'en 1885), De Brigode de Kemlandt (jusqu'en 1935), De Selys Longchamps (jusqu'en 1944) puis de nouveau de Rosen de Borgharen (par mariage avec une fille de la baronne Eusébie de Selys Longchamps née De Brigode de Kemlandt).

## Après la Seconde Guerre Mondiale
Après la Seconde Guerre mondiale, le château appartenait à Simone, baronne de Moffarts et baronne de Rosen de Borgharen (1905-1983), fille de Jeanne, baronne de Rosen de Borgharen et baronne de Selys Longchamps (1881-1944). Elle loua plusieurs appartements dans le château, entre autres, de 1946 à 1949 à l'historien de l'art, Joseph Timmers, devenu conservateur du Musée provincial des antiquités (dont les collections rejoindront le Bonnefantenmuseum), et à partir de 1948 également professeur à l'Académie Jan van Eyck. En 1953, le château est passé aux mains du propriétaire de l'hôtel De Cocq d'Amsterdam. En 1966, une réunion (ou «conseil») du mouvement Provo d'Amsterdam eut lieu.
Le château de Borgharen est entré en possession du couple Veenhuizen en 1975. En 1985, la flèche de la tour d'angle a été détruite par la foudre. Cette même année, les peintures sur toile de Pierre-Michel de Lovinfosse exposées dans le grand salon sont également vendues. À partir de 2005, le château était en grande partie inhabité, donc la décrépitude des bâtiments s'est rapidement accrue et le jardin est devenu une jungle impénétrable. Une partie du mobilier, y compris les meubles et les peintures murales de la chambre romaine, a été vendue pendant cette période. Les crânes de la famille d'Isendoorn à Blois de la crypte ont été vendus aux enchères sur Ebay. Ces reliques anciennes, qui s'étaient retrouvés chez un collectionneur en Suisse, ont été restitués par le propriétaire actuel au château de Borgharen.
En 2003, un habitant de Borgharen, Ronny Bessems, a acheté la ferme du château adjacente. En 2009, la commune de Maastricht a récompensé la restauration de la ferme par le prix Victor de Stuers. La ferme du château est utilisée comme chambre d'hôtes. Depuis 2014, Bessems et son partenaire sont également propriétaires du château, qu'ils souhaitent restaurer sur une période de 15 à 20 ans, soutenus par un grand groupe de bénévoles qui travaillent pour la fondation Behoud Kasteel Borgharen. En 2018, Bessems a reçu le prix d'inspiration du Prins Bernhard Cultuurfonds du Limbourg pour ce projet.

## Description

### Extérieur
Le château actuel est un complexe entièrement entouré de douves avec un bâtiment principal semi-circulaire du XVIIe siècle de style baroque comme aile centrale, flanqué de deux tours carrées. Une longue paroi latérale, utilisée comme aile de service, jouxte chacune de ces tours. La base du bâtiment principal est une tour résidentielle carrée du 12e siècle avec un mur de bouclier ajouté au 13e siècle. La sous-structure, les caves et le mur en anneau semi-circulaire en pierre de carrière sont toujours clairement reconnaissables comme des vestiges du château actuel. En 1785, le bâtiment principal a pris une apparence classique avec un revêtement de marnes et a été doté d'une plate-forme en pierre bleue avec double escalier. Les armoiries des familles de Rosen et Van Buel sont incorporées dans la balustrade du balcon. Les lourdes tours de pavillon et les ailes de service inférieures sont construites dans le style de la Renaissance mosane.

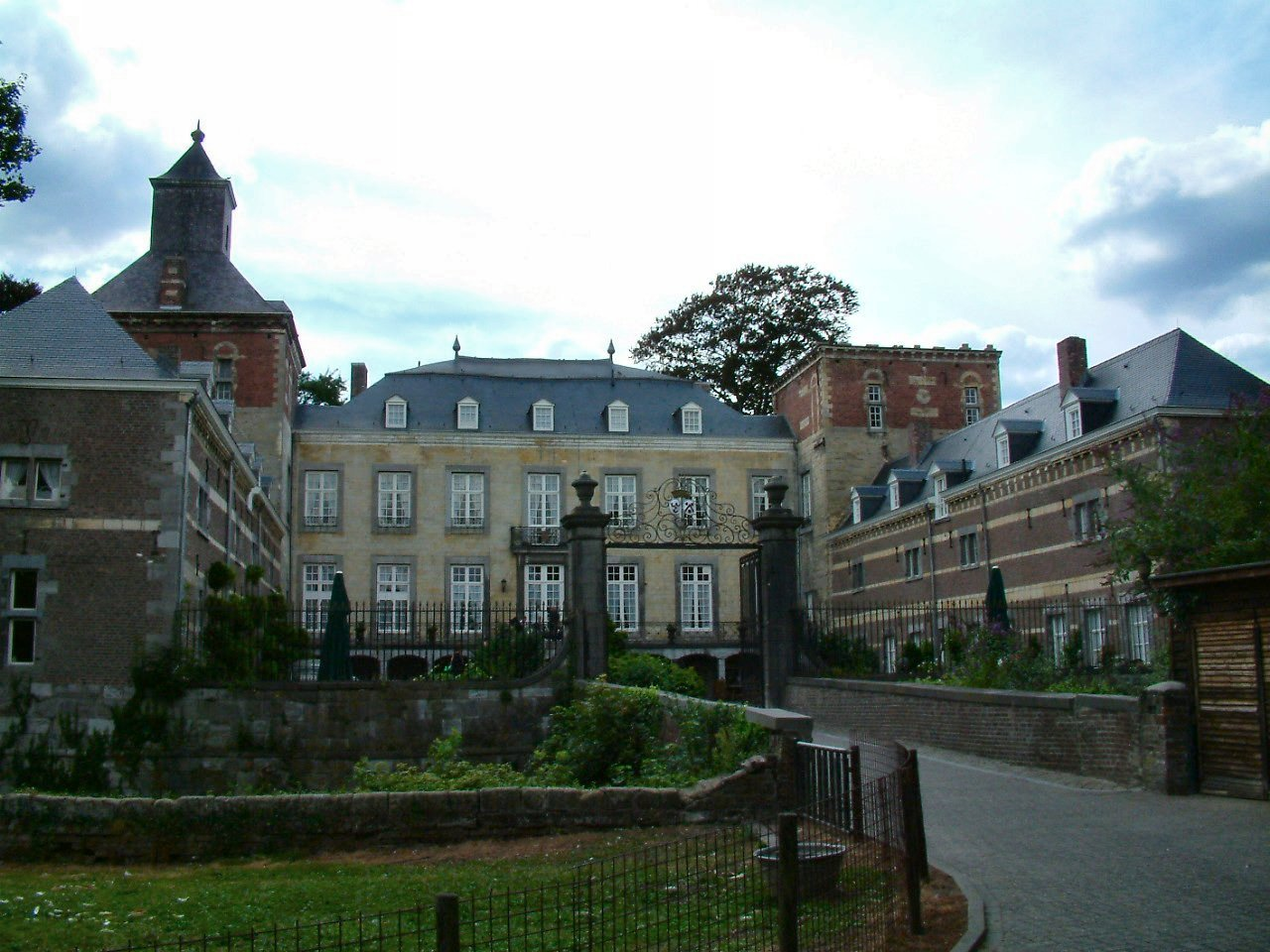
Vue générale de la cour
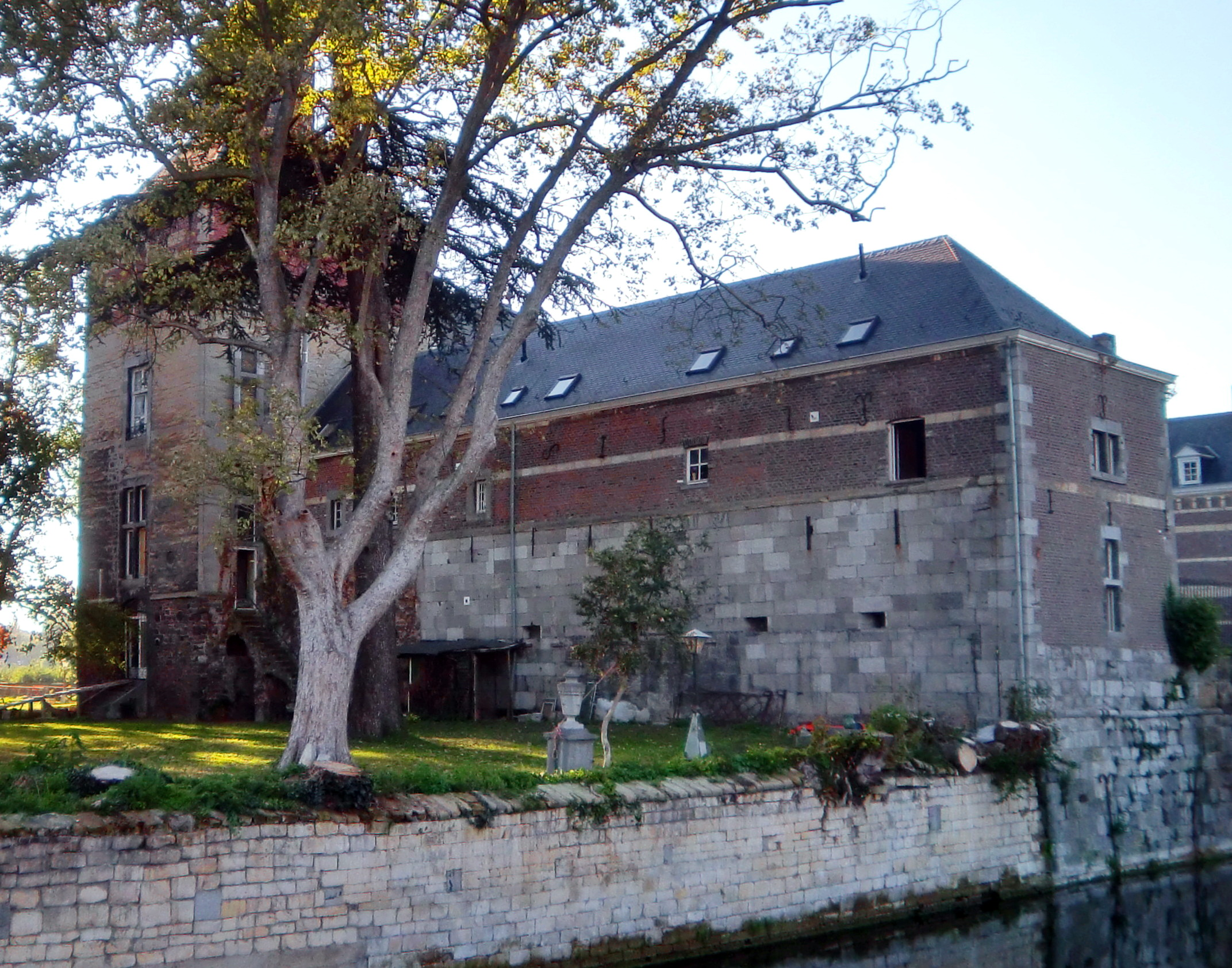
Aile est et le jardin
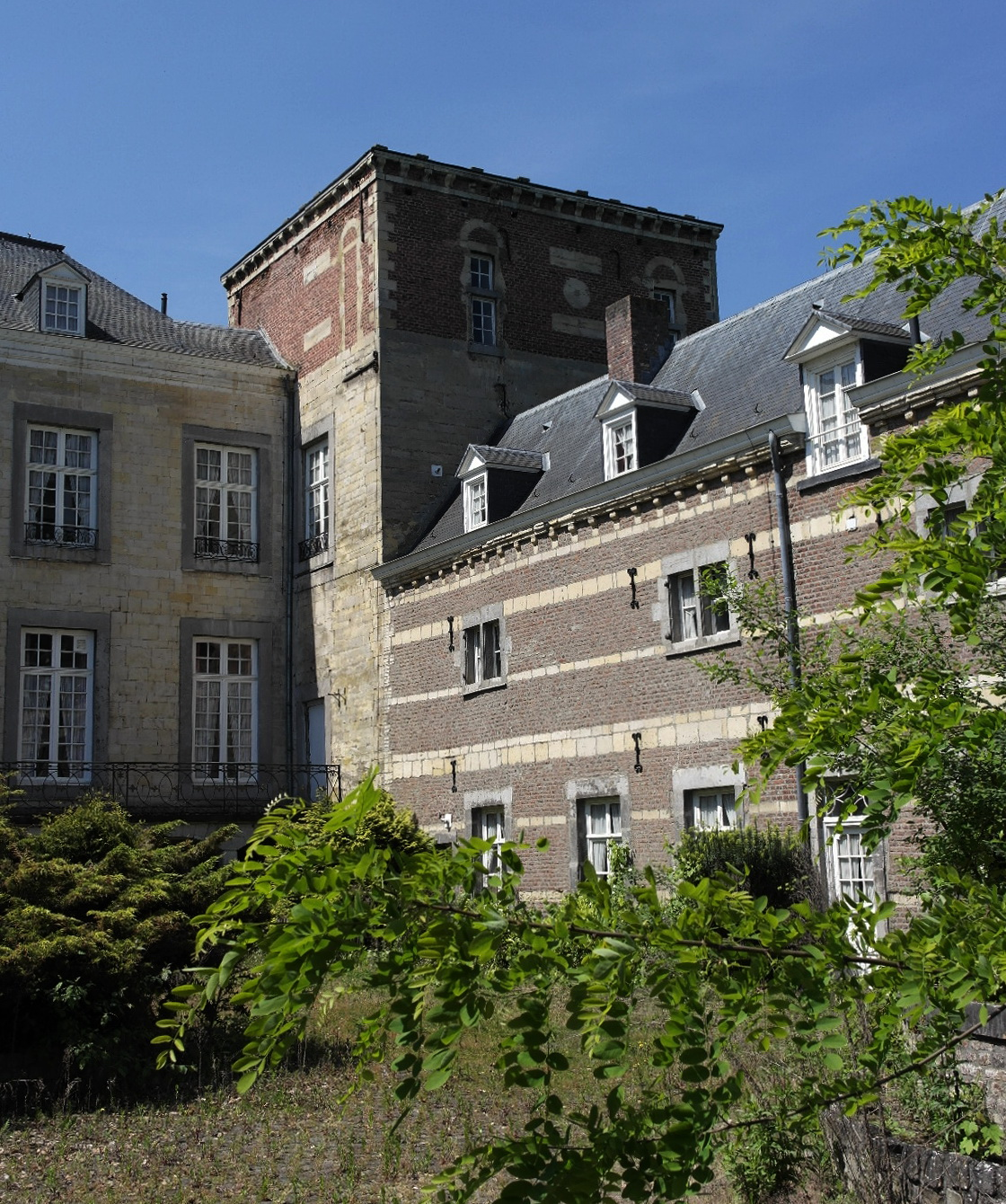
Tour ouest et la cour
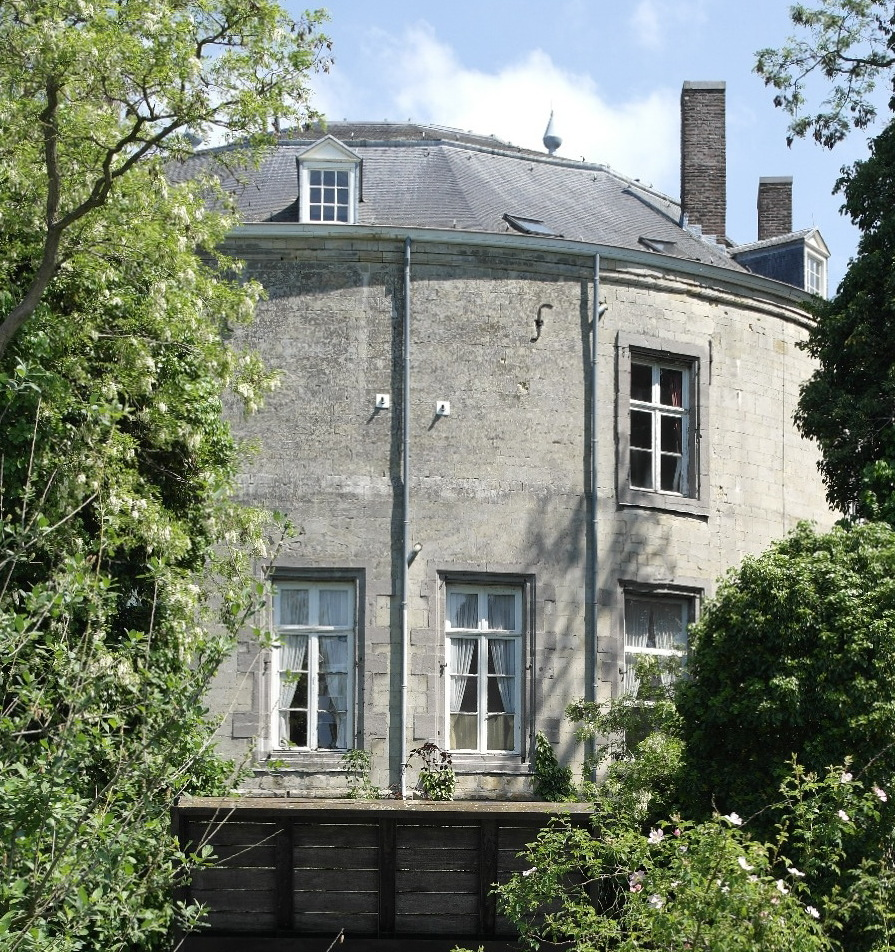
Aile sud, détail

### Intérieur
Un certain nombre de chambres sont décorées dans le style Louis XVI; la salle bleue ovale, la salle rose comme salle à manger, une salle chinoise avec des peintures, une chambre romaine avec des peintures pseudo pompéiennes et le grand salon avec des peintures de Pierre-Michel de Lovinfosse. Le stuc décoratif de la Chambre Romaine est probablement dessiné par Petrus Nicolaas Gagini, qui, comme le fabricant de meubles Joachim Kessels, a collaboré avec l'architecte de Maastricht, Mathias Soiron. Il y a aussi une salle d'archives néo-gothique et un escalier à balustre de style Louis XV dans le hall.

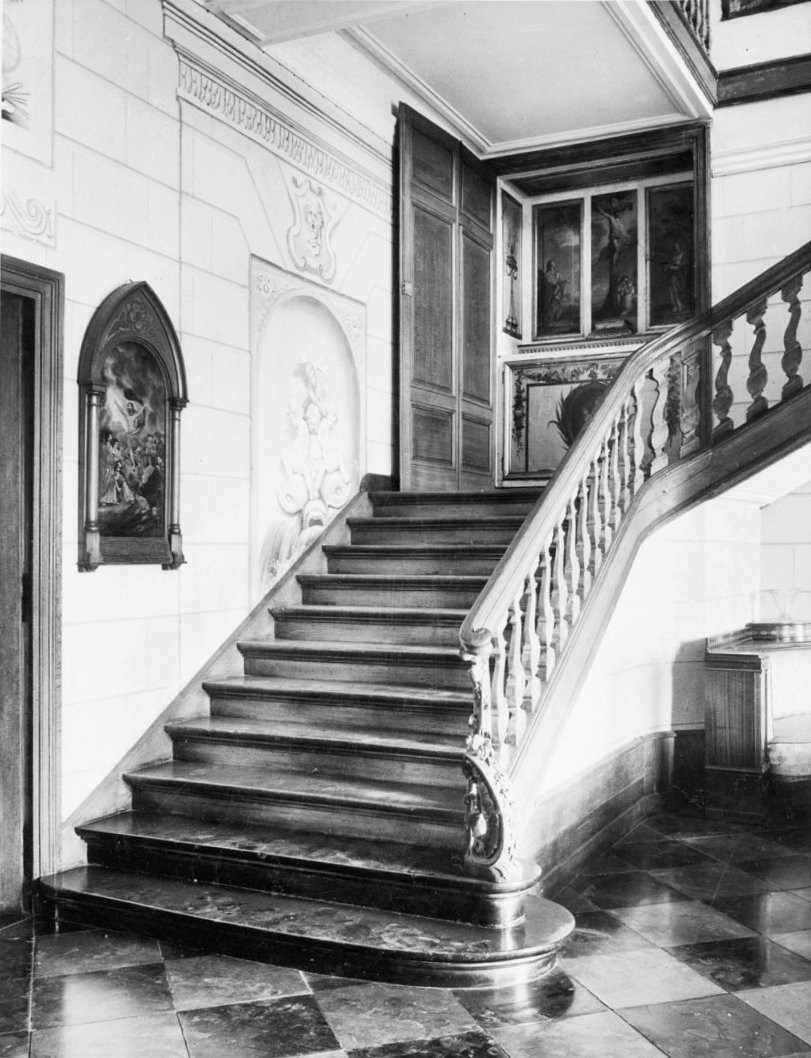
Vestibule et escalier
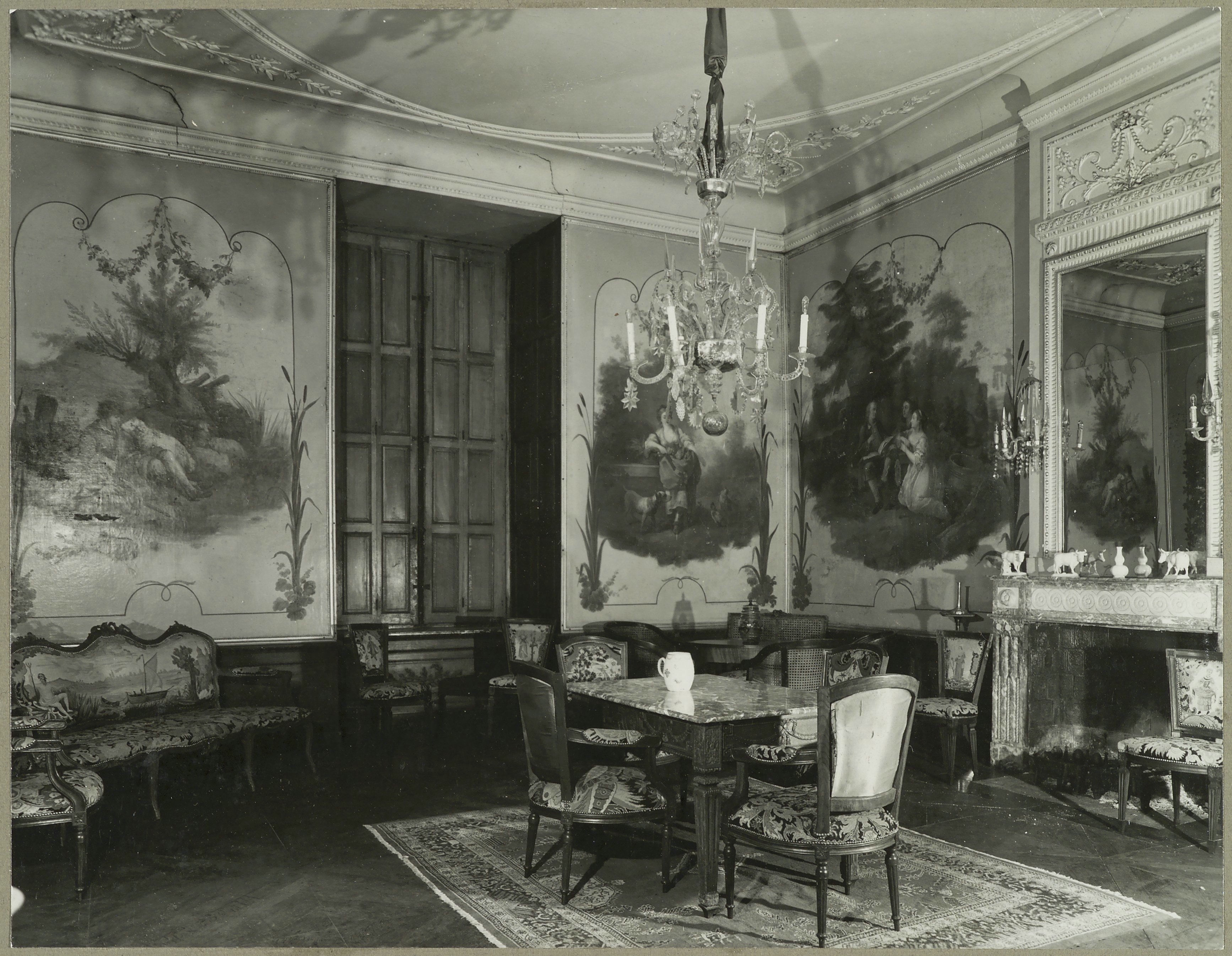
La grande salle
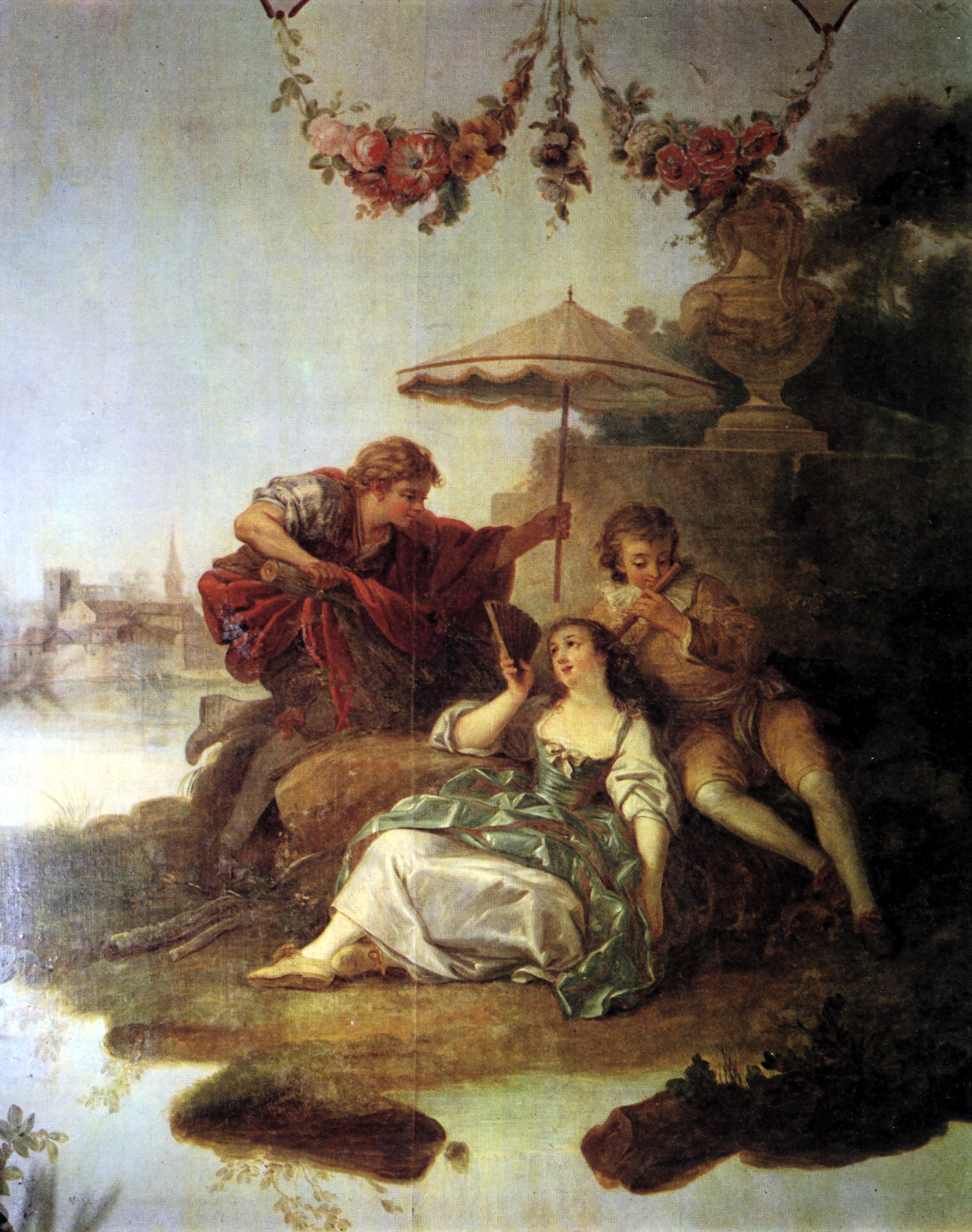
Peinture de la grande salle
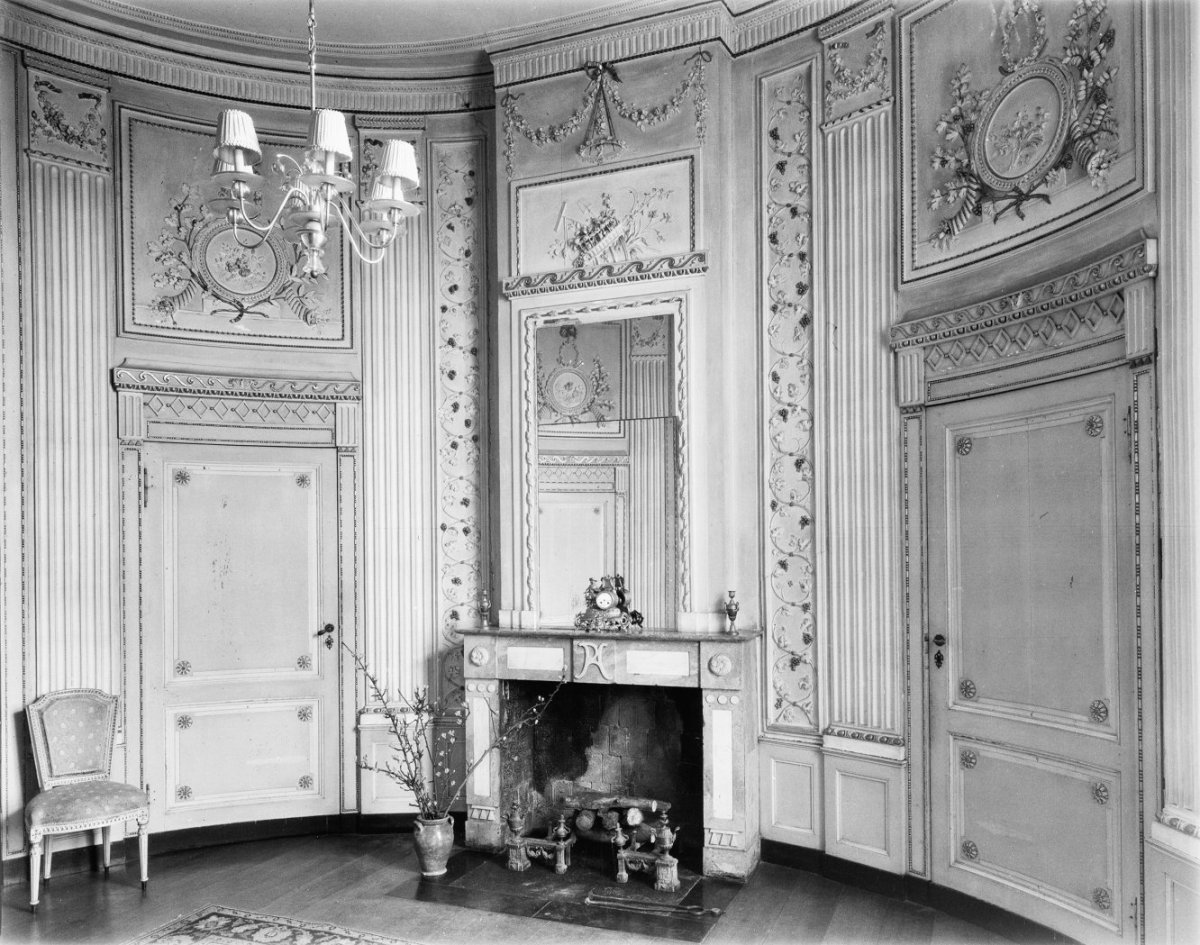
La chambre bleue

### Portails, ponts et jardins
L'entrée principale du château est formée par une guérite néo-gothique avec une tour d'escalier ronde surmontée d'un toit en forme de casque, dessinée par Pierre Cuypers. Autour du château se trouve un jardin à l'anglaise, aménagé en 1790. Le large canal est alimenté par le Kanjelbeek.

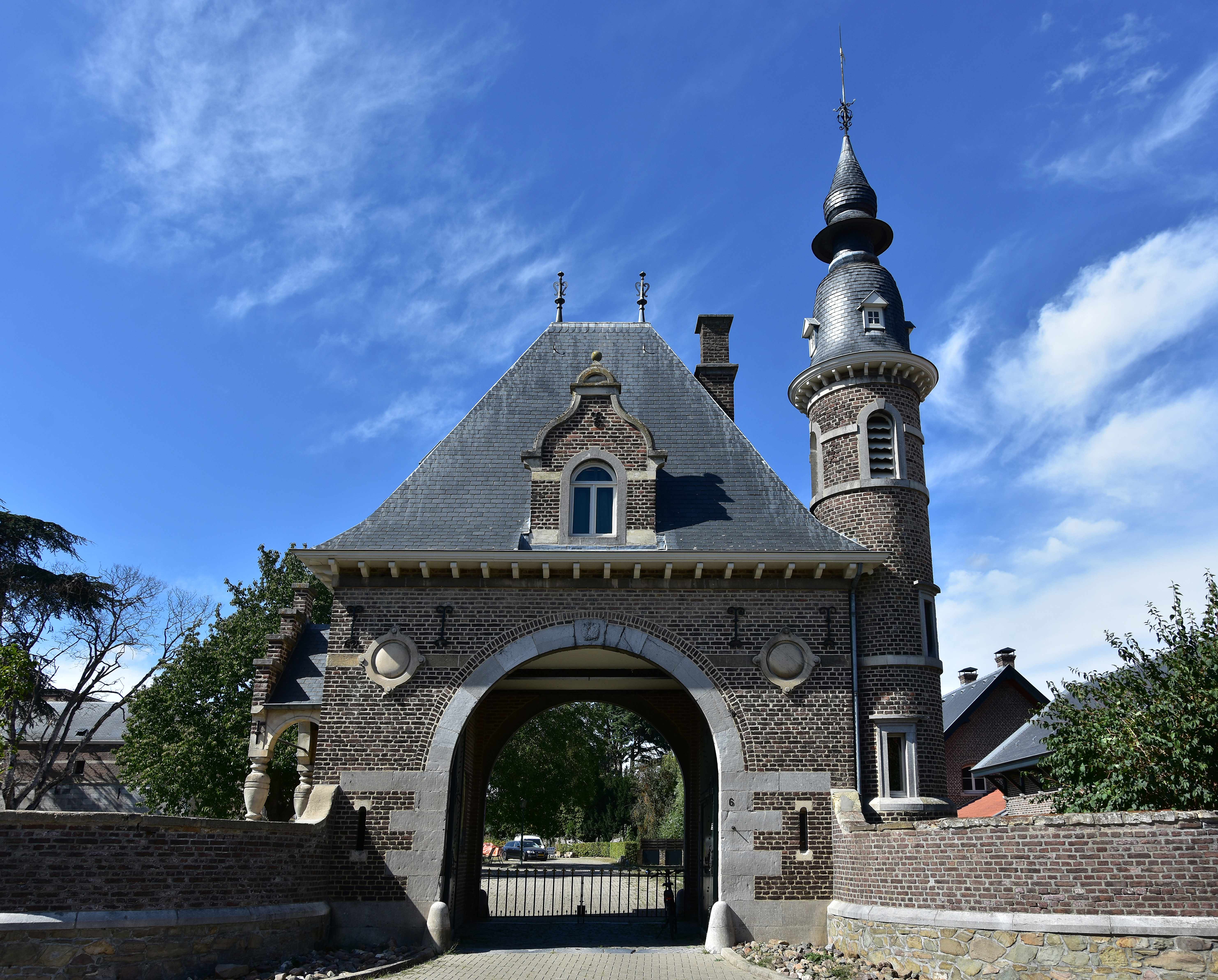
Portail néogothique
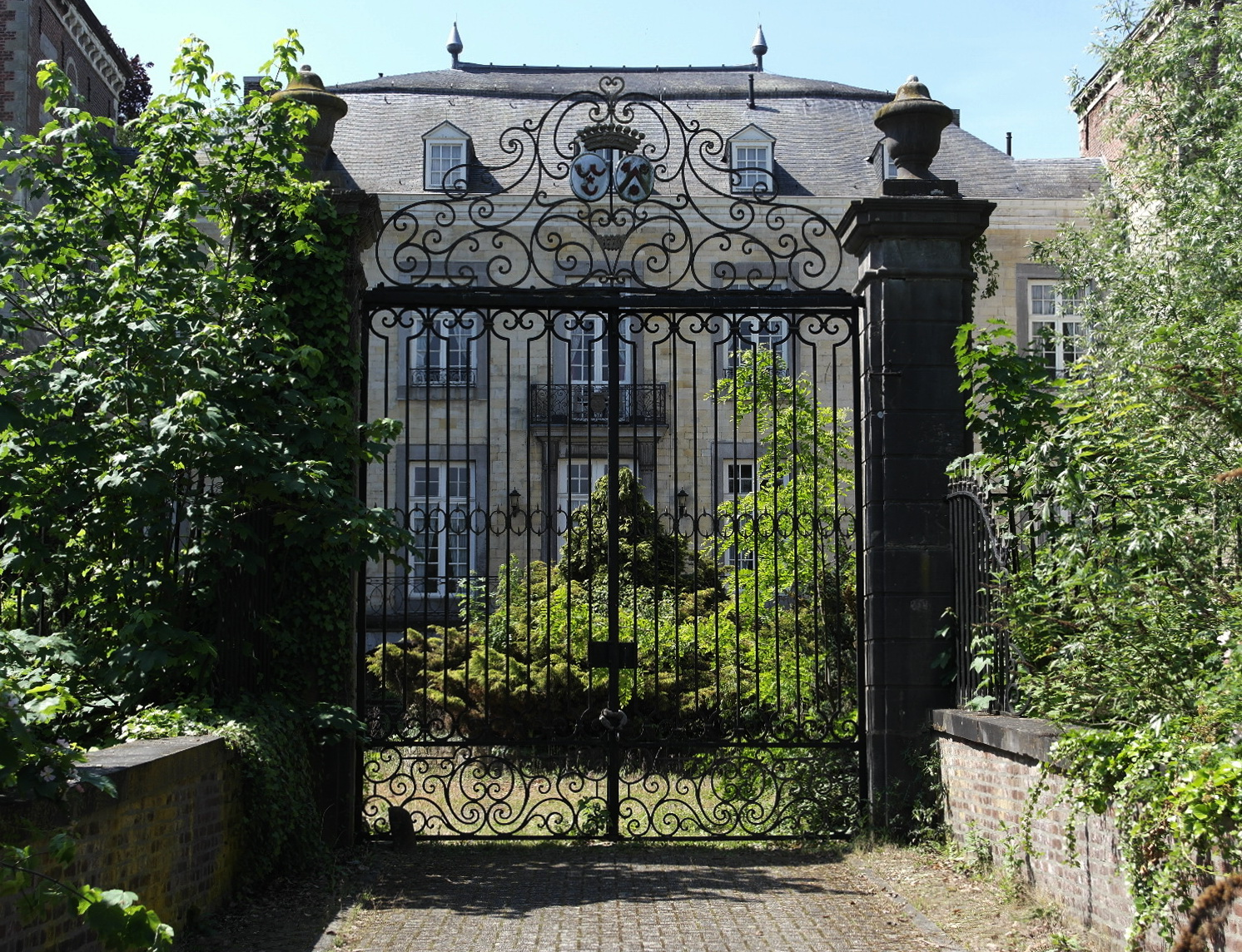
Rococo hek
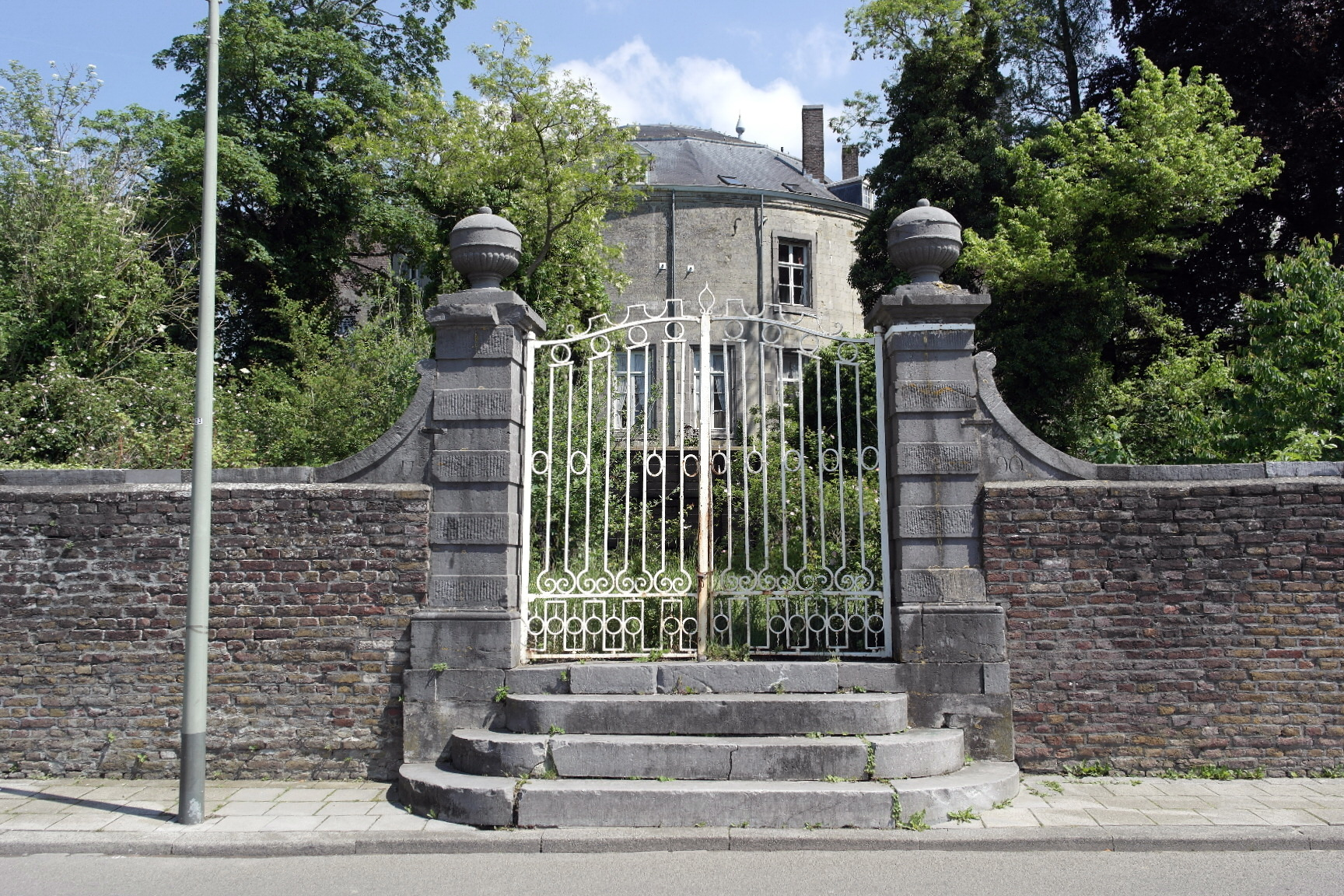
Côté sud
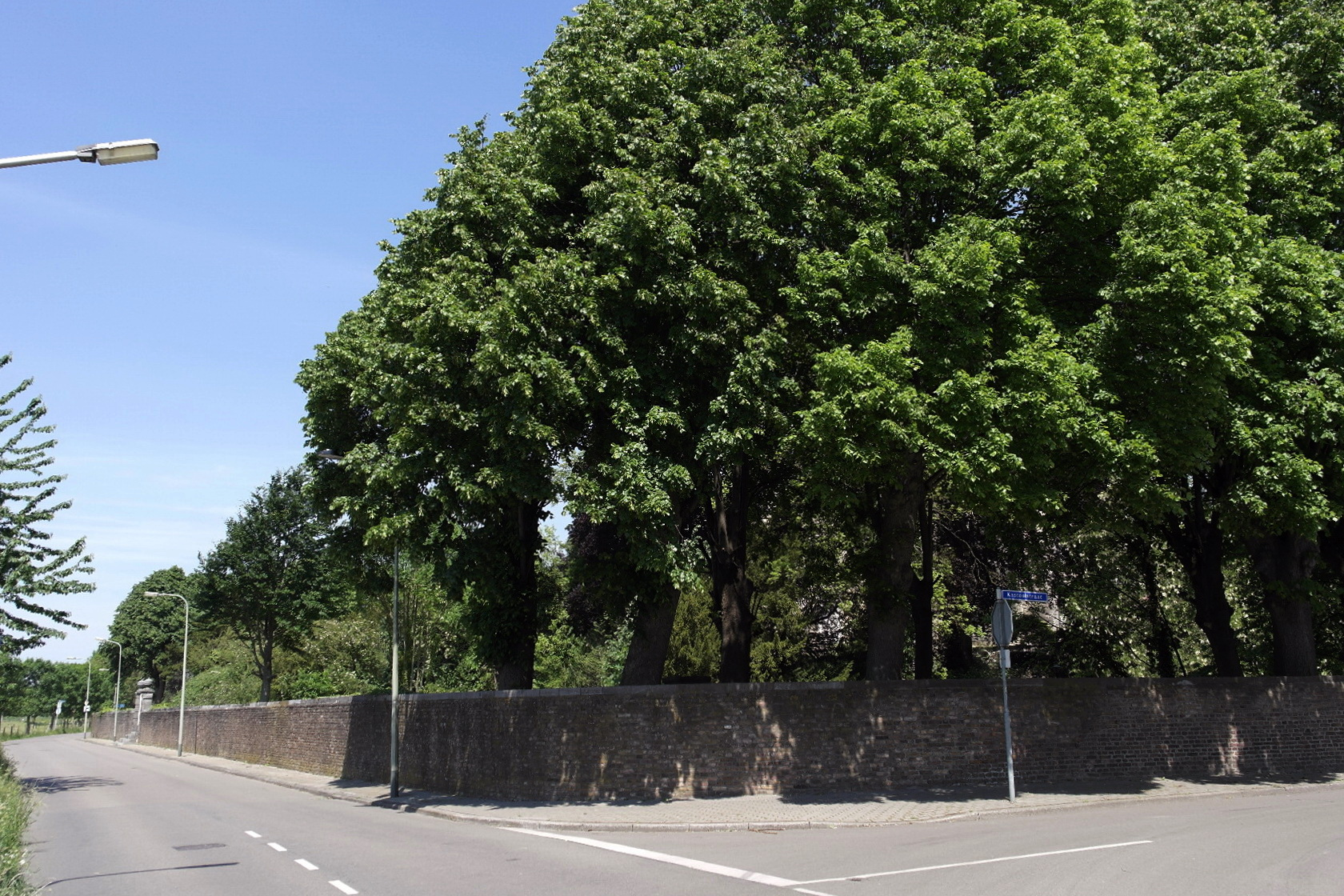
Mur de l'enceinte

### Ferme du château et ferme à bail
Près du château se trouvent une ferme historiquement attenante au château de la fin du XVIIe siècle et une ferme à bail, toutes deux restaurées ces dernières années. Surtout le complexe indépendant avec les anciennes porcheries est remarquable.

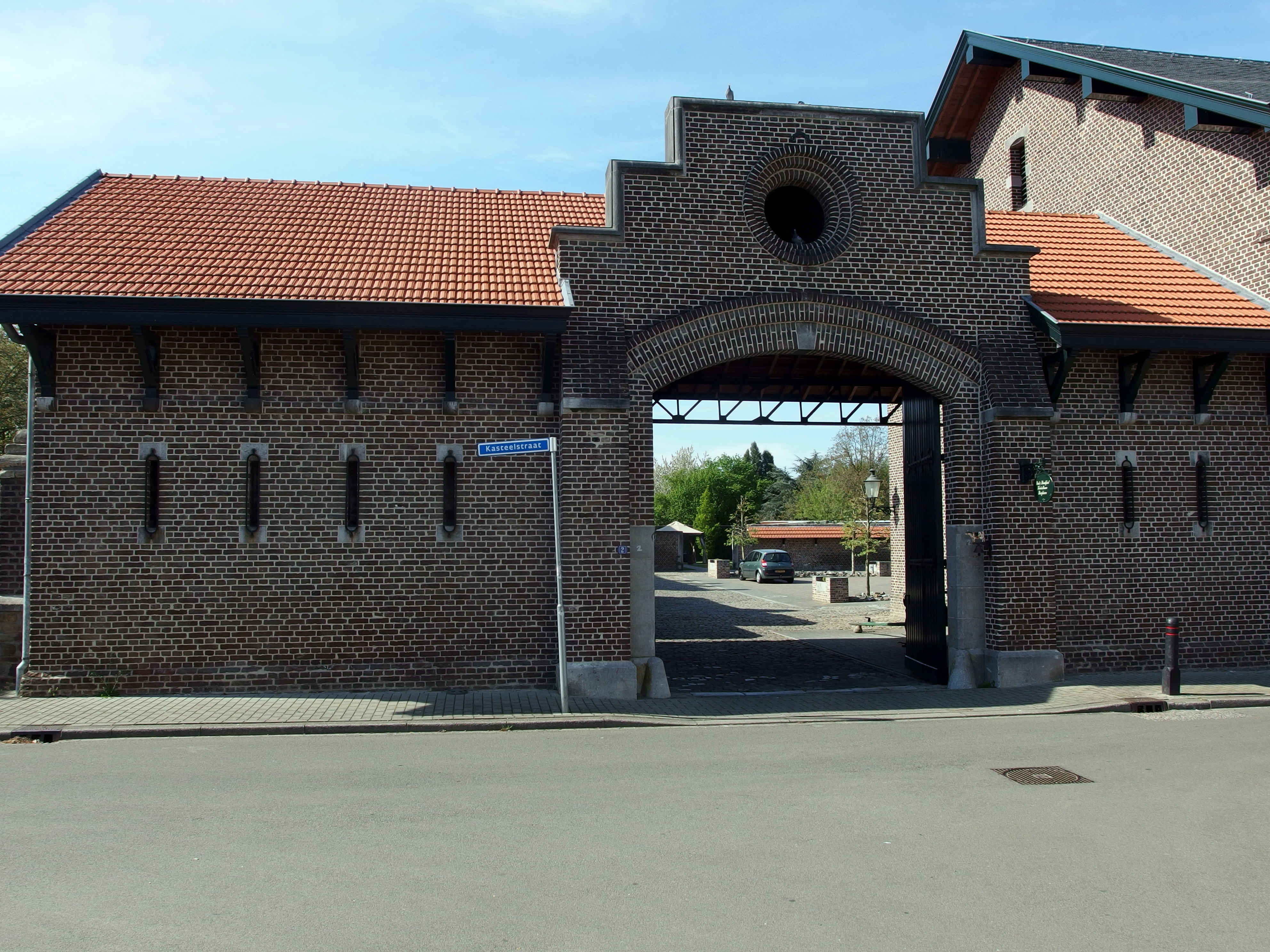
Portail de la ferme du château
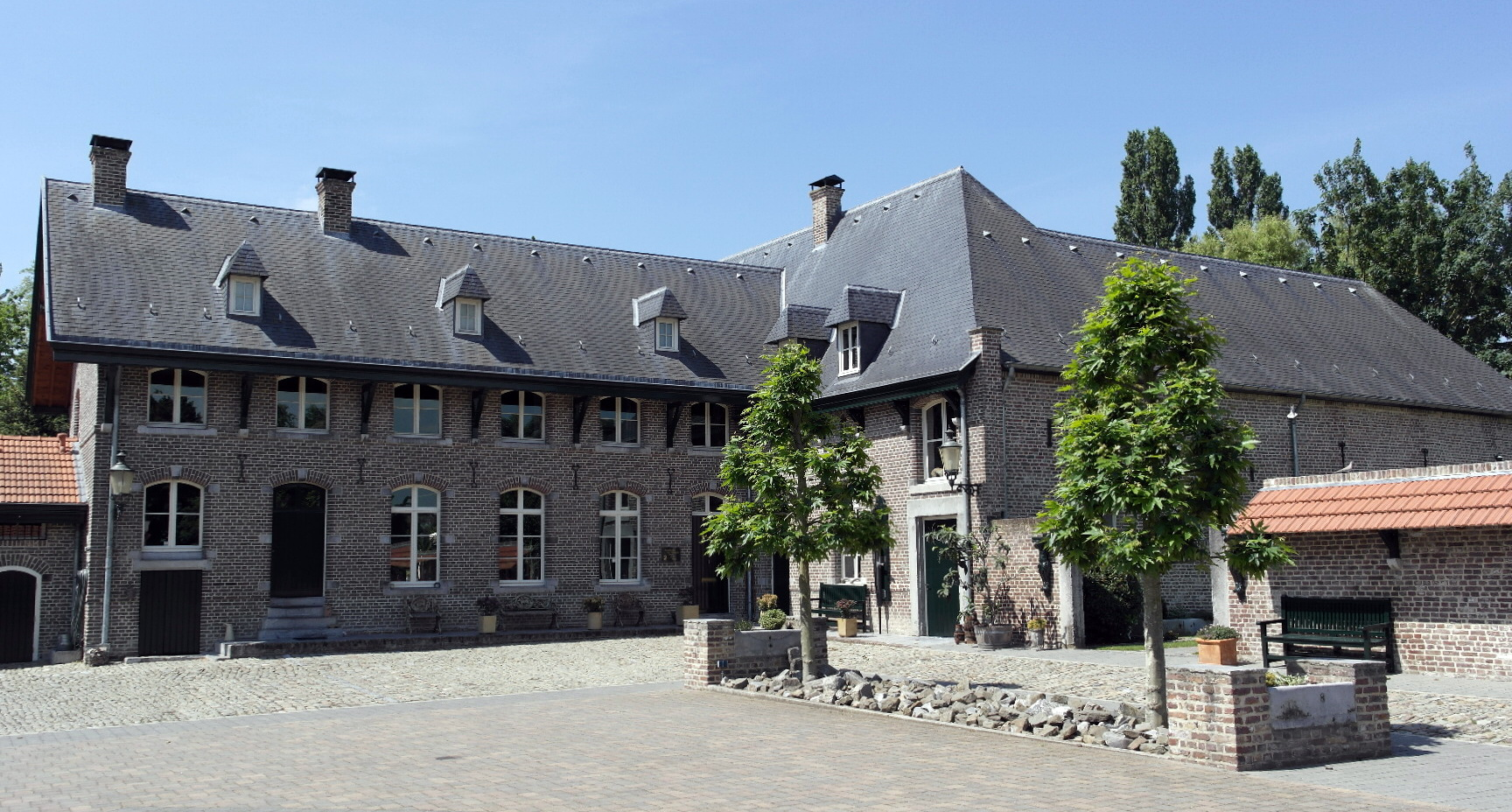
Vue générale de la ferme
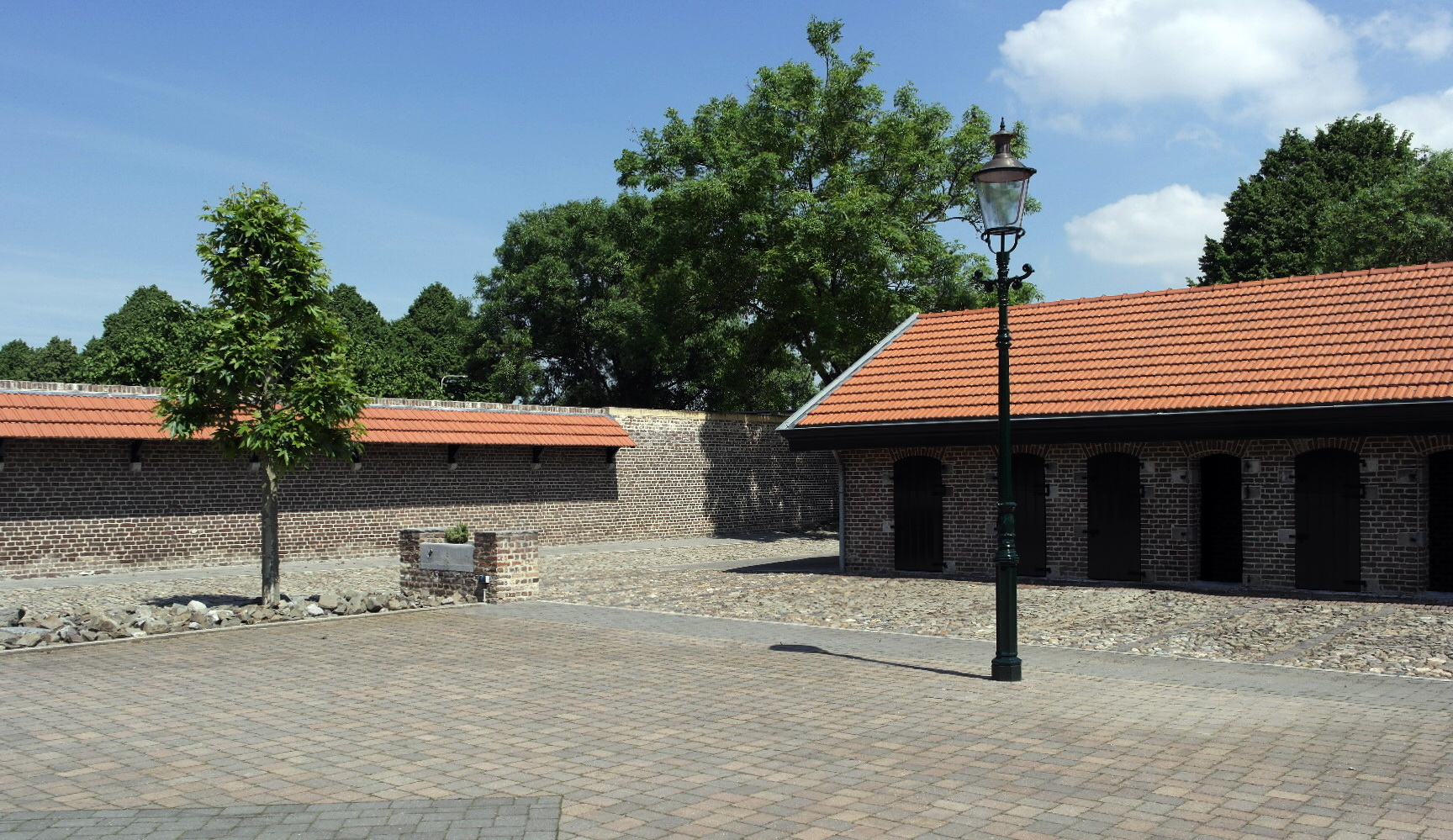
Le complexe des étables
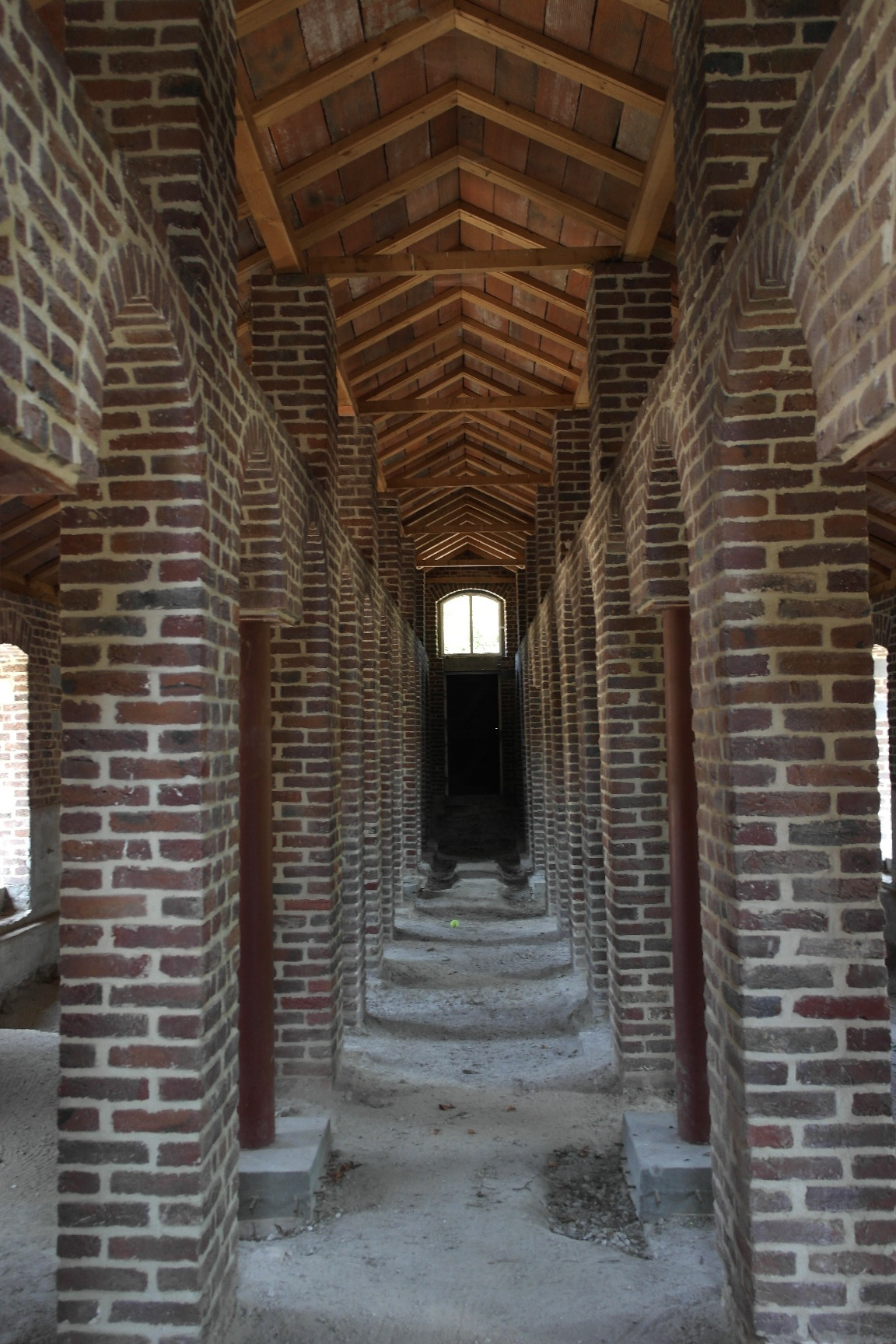
La porcherie actuelle

## Sources
- E.W. Moes en K. Sluyterman, Nederlandsche kasteelen en hun historie. Eerste deel. Amsterdam, 1912, p. 287-310.
- Kastelen in Limburg. Burchten en landhuizen 1000-1800. Utrecht, 2005, p. 347-351.
- Taco Hermans, Woontorens in Nederland. Bouwhistorische gids voor middeleeuwse woontorens. Wijk bij Duurstede, 2015, p. 56-59.